# Panellenio Protathlema 1927-1928
La Panellenio Protathlema 1927-1928 è stata la prima edizione del campionato greco di calcio, conclusa con la vittoria dell'Aris Salonicco.

## Formula
Le squadre partecipanti disputarono una prima fase a carattere regionale. Le vincenti di ciascuno dei tre raggruppamenti si qualificò alla fase finale.
Le tre finaliste disputarono un girone di andata e ritorno per un totale di 4 partite.

## Squadre partecipanti
| Squadra        | Città     | Stadio | Girone |
| -------------- | --------- | ------ | ------ |
| Arīs Salonicco | Salonicco |        | EPSM   |
| Atromītos      | Peristeri |        | EPSA   |
| Ethnikos Pireo | Il Pireo  |        | EPSP   |

## Classifica girone finale
|                   | Pos. | Squadra        | Pt | G | V | N | P | GF | GS | DR |
| ----------------- | ---- | -------------- | -- | - | - | - | - | -- | -- | -- |
| Grecia (bandiera) | 1.   | Arīs Salonicco | 6  | 4 | 3 | 0 | 1 | 11 | 6  | +5 |
|                   | 2.   | Ethnikos Pireo | 5  | 4 | 2 | 1 | 1 | 10 | 6  | +4 |
|                   | 3.   | Atromītos      | 1  | 4 | 0 | 1 | 3 | 3  | 12 | -9 |

Legenda:

      Campione di Grecia
Note:

Due punti a vittoria, uno a pareggio, zero a sconfitta.

### Verdetti
- Aris Salonicco campione di Grecia